# 怀仁机场
怀仁机场，又名朔州怀仁机场，位于山西省朔州市怀仁市，距大同市43公里，距朔州市80公里，目前是中国人民解放军中部战区的空军基地，也是中国人民解放军空军航空兵第15师驻地。2006年大同云冈机场建成前曾是大同市的主要机场。但该机场并不在大同市境内